# Nikephoros III Botaneiates
Nikephoros III Botaneiates (tiếng Hy Lạp: Νικηφόρος Βοτανειάτης, khoảng 1002 – 10 tháng 12, 1081), là Hoàng đế Đông La Mã trị vì từ năm 1078 đến 1081. Ông thuộc về một gia tộc tự xưng là hậu duệ của nhà Phokas.

## Thiếu thời
Nikephoros Botaneiates từng là tướng lĩnh dưới thời Konstantinos IX. Bị cuốn hút vào hoạt động chính trị, ông đã tham gia tích cực trong cuộc nổi dậy phò tá Isaakios I lên ngôi vua vào năm 1057, gồm một vai trò nổi bật trong trận Petroe. Dù được coi là một vị tướng tài năng, ông cũng phải hứng chịu một số thất bại nhục nhã trong suốt sự nghiệp của mình. Năm 1064, Nikephoros cùng với Basileios Apokapes, doux xứ Paradounavon, trấn giữ vùng biên ải Balkan phòng ngừa sự xâm nhập của giống dân Thổ Oghuz, nhưng không may bị họ đánh bại và bắt làm tù binh, chịu lăng nhục. Rồi người Thổ bổng nhiên bị mắc một chứng dịch tai hại chết rất nhiều và số tù binh lại thoát chết, trong khi những kẻ sống sót đã nhanh chóng được tuyển mộ trong quân đội Đông La Mã.
Năm 1067, Nikephoros từng được coi là người chồng khả dĩ cho hoàng hậu Eudokia Makrembolitissa, vợ góa của Konstantinos X, nhưng cuối cùng bà đã đặt hết tâm huyết của mình vào Romanos IV Diogenes. Bị Romanos gạt bỏ trong chiến dịch ở Manzikert, ông từ quan về ẩn cư tại điền trang của mình ở Anatolia. Sau cùng, dưới thời Mikhael VII, ông được cất nhắc lên làm strategos quân khu (thema) Anatolikon và nắm quyền chỉ huy quân đội đóng ở Tiểu Á.  Tại đây ông có dự phần vào các hành vi hỗn loạn làm tê liệt các tỉnh phía đông của đế quốc, kể cả đòn lui binh chiến lược của mình khi Caesar Ioannes Doukas chạm tránh với đám phiến quân đánh thuê người Norman, dẫn đến sự thảm bại của quân Đông La Mã và Ioannes Doukas bị bắt làm tù binh.
Năm 1078 Nikephoros dấy binh chống lại Mikhael VII và viên Đại thần tài chính Nikephoritzes. Nhờ được người Thổ Seljuk chi viện cho mấy đạo quân hùng dũng, vừa đặt chân tới Nicaea là ông vội vàng xưng đế hiệu là Nikephoros III Botaneiates. Đúng lúc đó một viên tướng nổi loạn khác nữa là Nikephoros Bryennios, được cả giới quý tộc và tăng lữ đồng tình lập làm vua, trong lúc Mikhael VII trước sức ép của quần thần đã buộc phải thoái vị về làm tu sĩ. Ngày 24 tháng  năm 1078, Nikephoros III Botaneiates cùng binh sĩ hộ tống tiến vào kinh thành Constantinopolis ca khúc khải hoàn và cử hành lễ đăng quang với sự tham dự của Thượng phụ Kosmas I thành Constantinopolis. Nhờ sự trợ giúp tận tình của bộ tướng Alexios Komnenos, hoàng đế đã đánh tan quân Bryennios và các thế lực thù địch khác nhưng thất bại trong việc quét sạch người Thổ đang xâm phạm biên cương ra khỏi vùng Tiểu Á.

## Triều đại

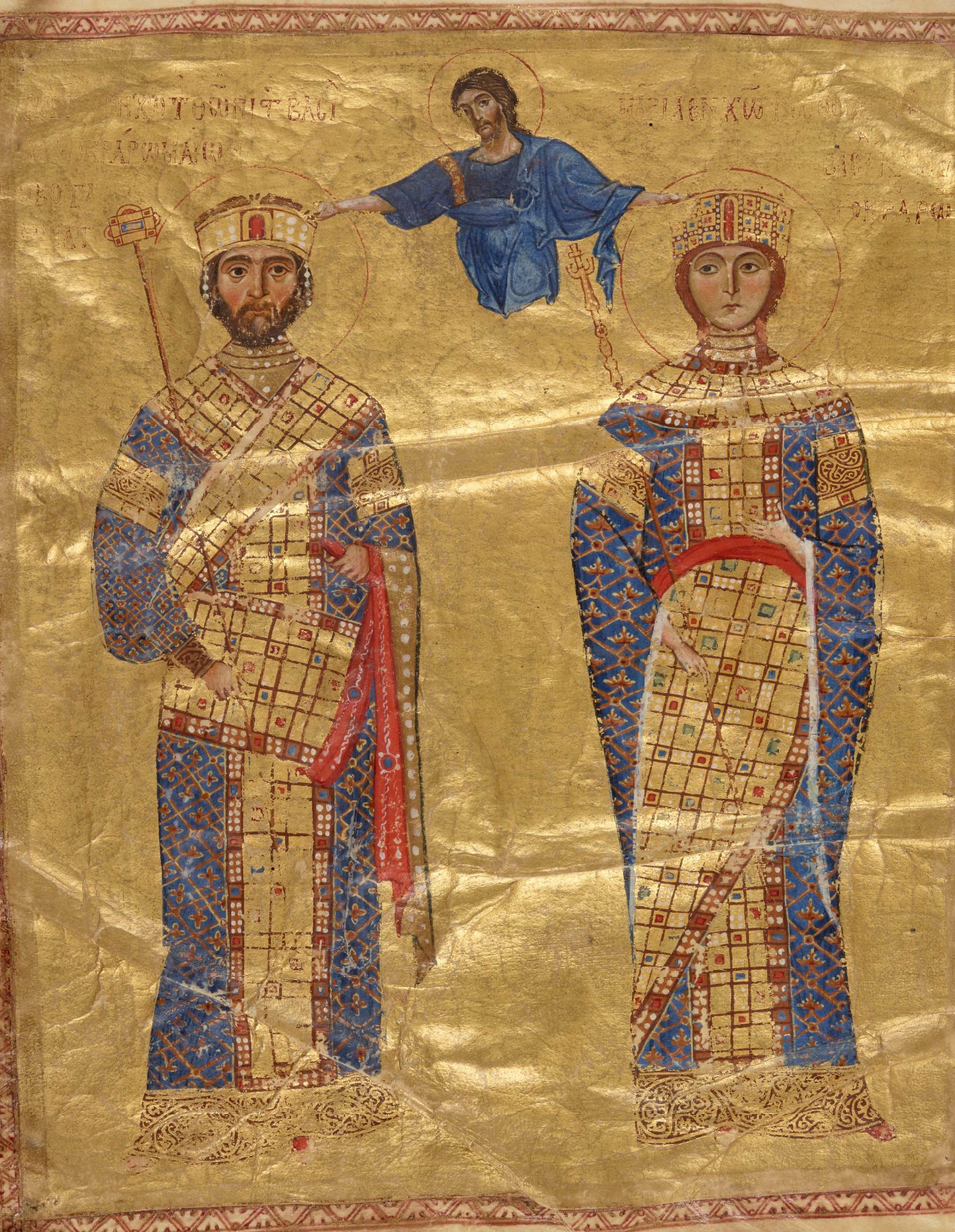
Hoàng đế Nikephoros III và nữ hoàng Maria xứ Alania.

Nhằm củng cố địa vị sau cái chết của người vợ thứ hai, Nikephoros III tìm cách kết hôn với Eudokia Makrembolitissa, mẹ của Mikhael VII và là vợ góa của Konstantinos X và Romanos IV.  Kế hoạch này đã bị Caesar Ioannes Doukas ngầm phá hoại, và Nikephoros thay vào đó lại đi kết hôn với Maria xứ Alania, là vi phạm đến giáo quy, vì Maria vẫn là vợ của Mikhael VII, đã bước chân vào tu viện Stoudios sống nốt quãng đời còn lại. Thế nhưng, Nikephoros không chịu công nhận quyền thừa kế của con trai Maria là Konstantinos Doukas, trong khi dự tính của ông là nâng đỡ đứa cháu vô dụng Synadenos làm đồng hoàng đế đã đặt ông vào tình thế dễ bị phe cánh Doukas còn sót lại trong triều nghi ngờ và mưu toan hãm hại. Chính quyền của Nikephoros lại không được lòng dân, đám sủng thần của ông bị mọi người căm ghét phần lớn là do thái độ quan liêu chuyên quyền của triều đình cũ và sự thất bại của họ trong việc ngăn chặn tiền tệ trong nước bị mất giá.
Các cuộc nổi dậy bắt đầu gần như ngay lập tức. Ngoài sự bất bình của tầng lớp quý tộc Đông La Mã, một vài vương công Armenia ở Tiểu Á đã cố gắng thiết lập nền độc lập của riêng mình tách rời khỏi đế chế.  Hai vị thủ lĩnh phái Paulikianos đã phát động bạo loạn tại xứ Thracia, trong một cuộc xung đột tôn giáo tàn bạo khó mà dẹp nổi.  Do đó, Nikephoros ngày càng trở nên phụ thuộc vào sự ủng hộ của Alexios Komnenos, Alexios đã trấn áp không nương tay cuộc nổi loạn của Nikephoros Basilakes ở vùng Balkans (1079) và bị buộc tội chứa chấp Nikephoros Melissenos tại Anatolia (1080). Đế quốc Đông La Mã còn phải đối mặt với họa ngoại xâm, khi Công tước người Norman là Robert Guiscard xứ Apulia tuyên chiến lấy cớ bảo vệ địa vị và quyền lợi của thiếu đế Konstantinos Doukas từng được đính hôn với Helena, con gái của Robert. Lúc Alexios được triều đình giao cho thống lĩnh đại binh để đương đầu với cuộc xâm lược đang đến gần của người Norman, phe Doukas dưới sự lãnh đạo của Caesar Ioannes, mưu tính phế bỏ Nikephoros và tôn lập Alexios lên ngôi vua.  Thất bại trong việc chiếm lấy lòng tin của người Thổ Seljuk hoặc Nikephoros Melissenos (cả hai giờ đây đều trở thành kẻ thù truyền kiếp của ông), Nikephoros III bị buộc phải thoái vị nhường ngôi lại cho nhà Komnenos, mà ông có mối liên hệ với gia tộc này nhờ vào hôn ước của đứa cháu với cô con gái của Manuel, anh trưởng Alexios. Vị hoàng đế bị phế truất lui về ở ẩn tại một tu viện được ban tặng ở Nhà thờ St. Mary Peribleptos,, cùng năm đó ông qua đời tại đây.